# Шалленберг, Вольфганг
Вольфганг Шалленберг (нем. Wolfgang Schallenberg; 3 июня 1930, Прага, Чехословакия — 8 февраля 2023) — австрийский дипломат.

## Биография
Из графского рода Шалленбергов, отец — Герберт фон Шалленберг (1901—1974), австрийский промышленник и дипломат. Учился на правовом факультете в Венском университете, окончил его со степенью доктора философии. С 1952 году работал дипломатом в Швейцарии, Венесуэле, Аргентине и Великобритании. Посол Австрии в Индии (1974—1978), Испании (1979—1981) и Франции (1988—1992), в 1992—1996 гг. генеральный секретарь Министерства иностранных дел.
Почётный президент Австрийского общества внешней политики и Организации Объединенных Наций. С 1997 по 2011 год занимал пост управляющего Фонда Азия-Европа.
Сын — Александр Шалленберг, в 2019—2021 гг. министр иностранных дел, в 2021 году федеральный канцлер Австрии. 
Скончался 8 февраля 2023 года на 93 году жизни.

## Награды
- Орден Гражданских заслуг (Испания) (1979);
- Орден Изабеллы Католической (1982);
- Почётный знак «За заслуги перед Австрийской Республикой» (1995).